# Suenan las alarmas
Suenan las alarmas es el nombre del noveno álbum de estudio de No Te Va Gustar. Lanzado oficialmente el 2 de junio de 2017. Fue grabado entre julio de 2016 y marzo de 2017 en Roma Phonic de Buenos Aires, Elefante Blanco de Montevideo, White Water Music de Nueva York y Bas Station de Brooklyn. Su productor es Héctor Castillo. El disco muestra la madurez musical que tiene más de dos décadas sobre sus espaldas. Este nuevo álbum contiene 12 canciones, de las cuales dos tienen videoclip. Se adelantaron tres temas en sus shows de la gira de despedida del disco antecesor. Entre los invitados de este disco nuevo, se encuentran Herbert Vianna y Flor de Toloache, entre otros. La masterización estuvo a cargo de Dave McNair. Su presentación fue el 5 de agosto en Landia Centro de Espectáculos en Uruguay y el 9 de septiembre en Argentina en el Hipordromo de Palermo. Su gira lleva por título Suenan las Alarmas World Tour.

## Lista de temas
| N.º   | Título                                   | Duración |  |
| 1.    | «Y el mundo me comió a mí»               | 4:22     |  |
| 2.    | «Quería ser como él»                     | 3:59     |  |
| 3.    | «Autodestructivo»                        | 3:35     |  |
| 4.    | «Guante blanco»                          | 3:06     |  |
| 5.    | «Para cuando me muera»                   | 3:48     |  |
| 6.    | «Los villanos» (Con Flor de Toloache)    | 3:27     |  |
| 7.    | «Pegame más fuerte» (Con Herbert Vianna) | 3:34     |  |
| 8.    | «Prendido fuego»                         | 4:17     |  |
| 9.    | «Viento a favor»                         | 3:25     |  |
| 10.   | «Desde que era un pibe»                  | 4:33     |  |
| 11.   | «Lo real es ya»                          | 3:11     |  |
| 12.   | «No deja de sonar»                       | 3:15     |  |
| 42:14 |                                          |          |  |

## Formación
- Emiliano Brancciari - Voz y guitarra eléctrica
- Pablo Coniberti - Guitarra eléctrica secundaria
- Francisco Nasser - Teclados
- Diego Bartaburu - Batería
- Mauricio Ortiz - Saxofón
- Denis Ramos - Trombón
- Martín Gil - Trompeta
- Guzmán Silveira - Bajo
- Gonzálo Castex - Percusión

## Videoclips
| Año  | Videoclip                          |
| ---- | ---------------------------------- |
| 2016 | Prendido fuego                     |
| 2017 | Para cuando me muera               |
| 2017 | Autodestrutivo                     |
| 2018 | Pegame más fuerte                  |
| 2018 | Los villanos                       |
| 2018 | Y el mundo me comió a mi (En vivo) |

## Posicionamiento en listas
| Listas (2017)     | Mejor posición |
| ----------------- | -------------- |
| Argentina (CAPIF) | 1              |